# アメリカ西グランプリ
アメリカ西グランプリ（アメリカにしグランプリ、アメリカ西GP、米: United States Grand Prix West）は、1976年から1983年までアメリカ合衆国・カリフォルニア州ロングビーチに特設されるロングビーチ市街地コースで開催されていたF1世界選手権レース。

## 概要

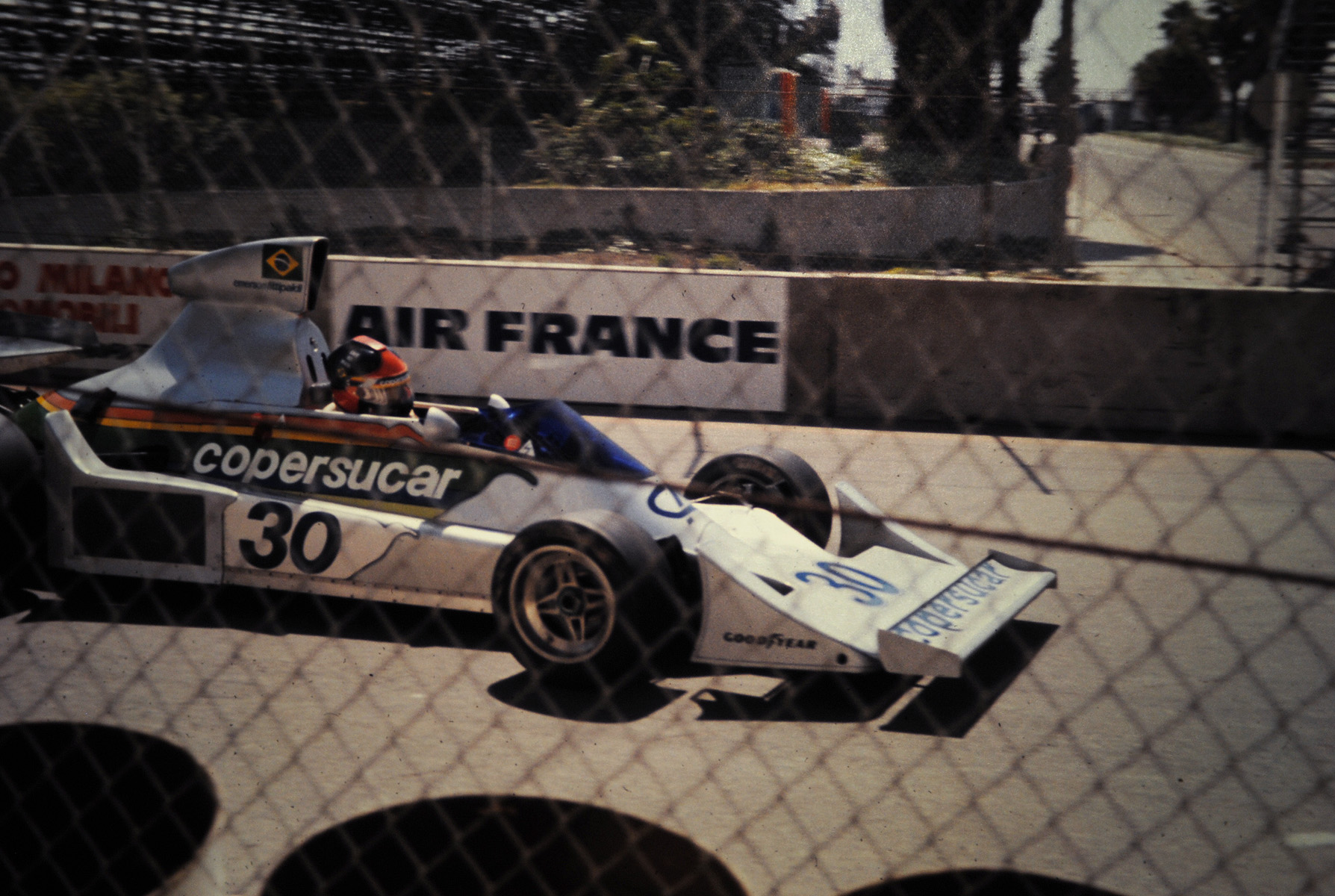
コースを走行するエマーソン・フィッティパルディ（1976年）

モータースポーツ愛好家から旅行代理店に転身したクリス・プーク（Chris Pook）は、ロングビーチを「西海岸のモンテカルロ」にするため、ダウンタウンでのレースの開催許可を市に求め、1975年にフォーミュラ5000による「ロングビーチグランプリ」の開催にこぎつけた。プークはより高い目標を掲げ、翌1976年からF1世界選手権の一戦として開催されることになったが、アメリカ国内では既にワトキンズ・グレンでアメリカグランプリが開催されていたため、「アメリカ西グランプリ」と名付けられ、アメリカ国内での複数開催が実現した。
F1での開催2年目となる1977年は母国出身のマリオ・アンドレッティが優勝し、ロングビーチの名を確固たるものにした。1980年からはトヨタが冠スポンサーに付き、以後の正式名称は「トヨタ・グランプリ・オブ・ロングビーチ（Toyota Grand Prix of Long Beach)」と呼ばれるようになった。しかし、興行的には成功せず、1983年をもってF1「アメリカ西グランプリ」としての開催を終了し、翌1984年からは国内フォーミュラカーレースのCARTインディカー・ワールド・シリーズの一戦として、前記した正式名称の「トヨタ・グランプリ・オブ・ロングビーチ（現：アキュラ・グランプリ・オブ・ロングビーチ）」や通称の「ロングビーチグランプリ」として開催されている。

## 主な出来事
- 1980年 - エンサインのクレイ・レガツォーニがブレーキ故障によりクラッシュし、下半身不随となる怪我を負った。
- 1983年 - 予選では20番手以下に沈んだマクラーレン勢が、決勝で1-2フィニッシュを果たした。22番手スタートから優勝したジョン・ワトソンは、最も後方のグリッドから優勝した記録を作り[8][9]、2024年終了時点でも歴代1位である[10]。

## 結果
| 年    | 決勝日  | ラウンド | サーキット   | 優勝者                 | コンストラクター      | 結果 |
| ----- | ------- | -------- | ------------ | ---------------------- | --------------------- | ---- |
| 1976  | 3月28日 | 3        | ロングビーチ | クレイ・レガツォーニ   | フェラーリ            | 詳細 |
| 1977  | 4月03日 | 4        | ロングビーチ | マリオ・アンドレッティ | ロータス-フォード     | 詳細 |
| 1978  | 4月02日 | 4        | ロングビーチ | カルロス・ロイテマン   | フェラーリ            | 詳細 |
| 1979  | 4月08日 | 4        | ロングビーチ | ジル・ヴィルヌーヴ     | フェラーリ            | 詳細 |
| 1980  | 3月30日 | 4        | ロングビーチ | ネルソン・ピケ         | ブラバム-フォード     | 詳細 |
| 1981  | 3月15日 | 1        | ロングビーチ | アラン・ジョーンズ     | ウィリアムズ-フォード | 詳細 |
| 1982  | 4月04日 | 3        | ロングビーチ | ニキ・ラウダ           | マクラーレン-フォード | 詳細 |
| 1983  | 3月27日 | 2        | ロングビーチ | ジョン・ワトソン       | マクラーレン-フォード | 詳細 |
| 出典: |         |          |              |                        |                       |      |

### 開催サーキット

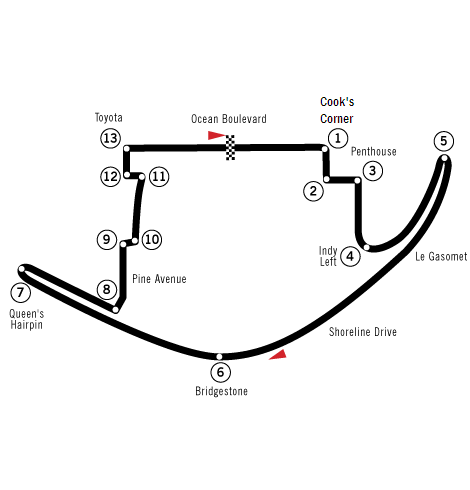
ロングビーチ（1976-1977）
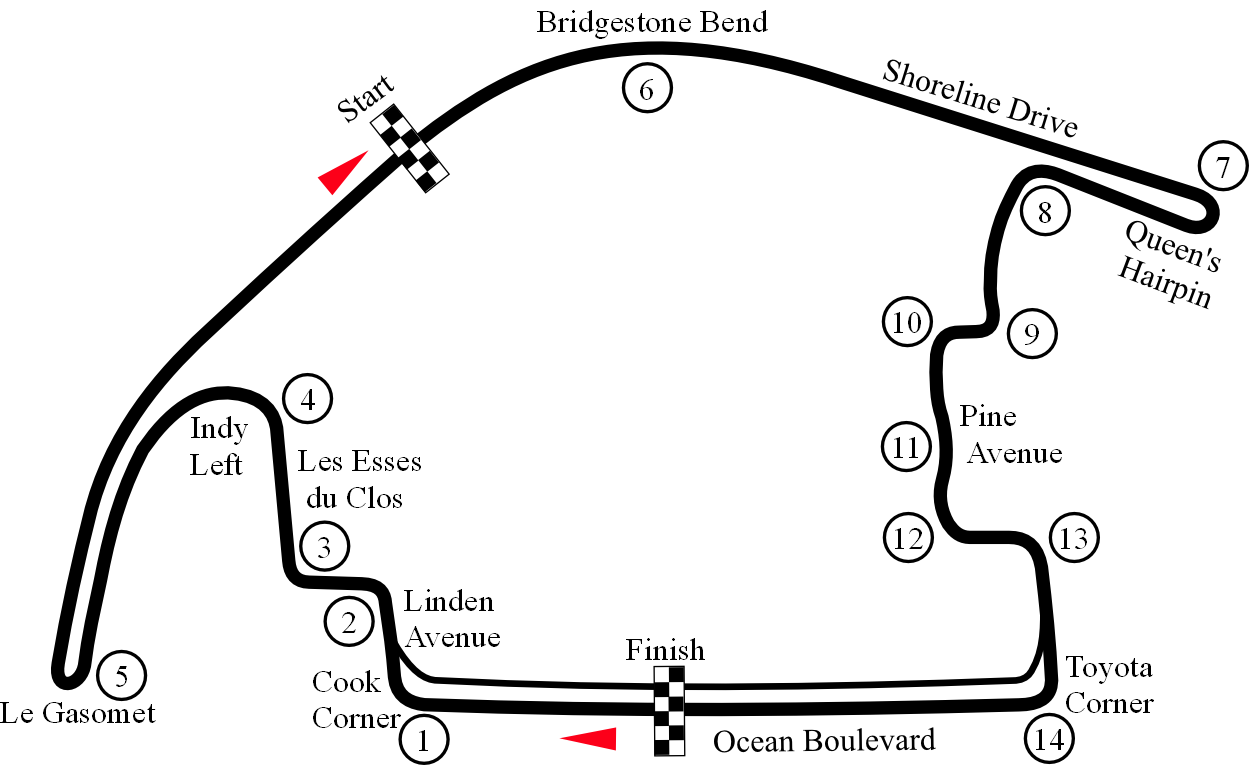
ロングビーチ (1978–1981)
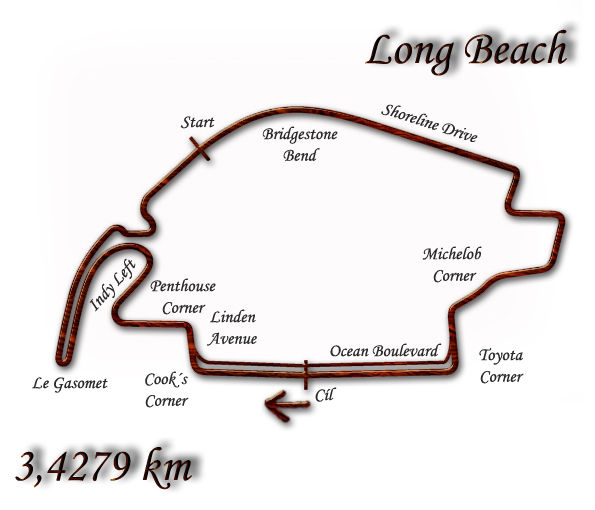
ロングビーチ (1982)
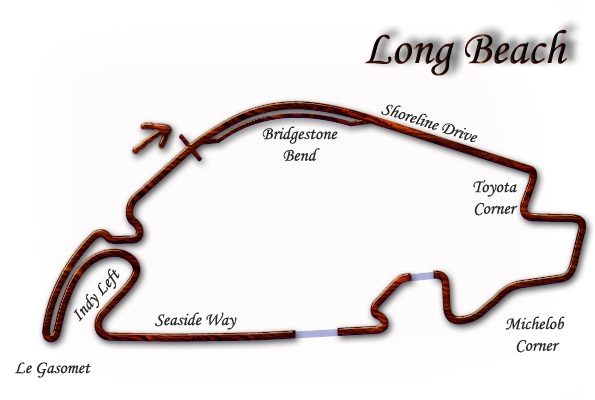
ロングビーチ (1983)